# Brunow Bay
Die Brunow Bay ist eine kleine Bucht an der Südostküste der Livingston-Insel im Archipel der Südlichen Shetlandinseln.
Das UK Antarctic Place-Names Committee benannte sie 1958 nach Benjamin J. Brunow, Kapitän des Schoners Henry im Rahmen der New York Sealing Expedition (1820–1821) zur Erschließung neuer Robbenfanggründe, der im Yankee Harbour an der Küste von Greenwich Island operierte.